# (3311) Podobed
(3311) Podobed est un astéroïde de la ceinture principale.

## Description
(3311) Podobed est un astéroïde de la ceinture principale. Il fut découvert le 26 août 1976 à Naoutchnyï par Nikolaï Tchernykh. Il présente une orbite caractérisée par un demi-grand axe de 2,79 UA, une excentricité de 0,04 et une inclinaison de 0,9° par rapport à l'écliptique.

## Compléments